# Concepción (departament)
Concepción – jeden z departamentów Paragwaju położony w północnej części kraju. Od północy graniczy z Brazylią (stan Mato Grosso do Sul). Stolicą jest Concepción de la Sierra. Departament ten sąsiaduje z 4 departamentami: Górnym Paragwajem na północnym zachodzie, Presidente Hayes na zachodzie, San Pedro na południu i Amambayem na wschodzie. Dzieli się jeszcze na 6 dystryktów: Belén, Concepción, Horqueta, Loreto, San Lázaro i Yby Ya’ú.

## Historia
Podczas kolonii została zorganizowana wielka kampania, mająca na celu zdobycie okupowanych terenów z zamiarem obrony przez zaludnienie okolicy. Istotnym zadaniem jezuitów, którzy założyli miasto Belén, było stworzenie misji dla tubylców Mbayá w 1970 roku.

Podczas rządów Francii i Lópeza proces zaludniania stał się silniejszy i północne tereny Paragwaju przeznaczono pod hodowlę bydła.

Wojna z Potrójnym Sojuszem spowodowała zjednoczenie Concepción z Amambay. Powstało w ten sposób wielkie terytorium do zakładania plantacji.

W XX w. Concepción stało się drugim pod względem ważności ośrodkiem w kraju. Istotny wpływ na rozwój miało położenie na płaskowyżu Mato Grosso.

W 1906 roku z pierwszym planem podziału Paragwaju, Concepción stał się pierwszym departamentem. Dzisiejsze granice zostały ustalone na podstawie dekretu 426 w roku 1973.

## Granice
Concepción jest położony w centralnej części regionu Oriental, między 22°00' i 23°30' równoleżnikiem szerokości geograficznej południowej oraz 58°00' i 56°06' południkiem długości geograficznej zachodniej.
Graniczy:

na północy: z Brazylią, oddzielony rzeką Apa od ujścia do rzeki Paragwaj przez połączenie kanałem Hermoso;

na południu: departament San Pedro oddzielony rzeką Ypané połączoną kanałem Guazú z rzeką Paragwaj;

na wschodzie: departament Amambay oddzielony prostą linią od ujścia kanału Hermoso z rzeki Apa do rzek Chacalnica i Negla. Dalej granica przebiega rzeką Aquidabán do połączenia z kanałem Guazú. Od tego punktu prostą linią do połączenia rzek Ypané-mi z Ypané i kanału Guazú;

na zachodzie: departamenty Presidente Hayes i Alto Paraguay oddzielony rzeką Paragwaj i rzekami Ypané i Apa.

## Klimat
W lecie temperatura podnosi się do 39 °C, zimą spada do 2 °C. Średnia temperatura to 24 °C. Opady deszczu: około 1.324 mm.

## Orografia i ziemia
Ziemie tego terytorium to w większości wyżyny na północy i wschodzie, które z czasem przechodzą w pasma górskie. Gleby w większości to wapienie z domieszką skał granitowych i marmuru. Centrum i północ to doskonałe tereny pod pastwiska. Na południu ziemie są słabo zalesione.

Góry na północy powoli przechodzą z niskich w wysokie. Największe z nich to Cordillera Quince Puntas. Z północy na południe ciągną się góry Valle-mi, Medina, Pyta, Naranjahai, Itaipú Guazú i Sarambí.

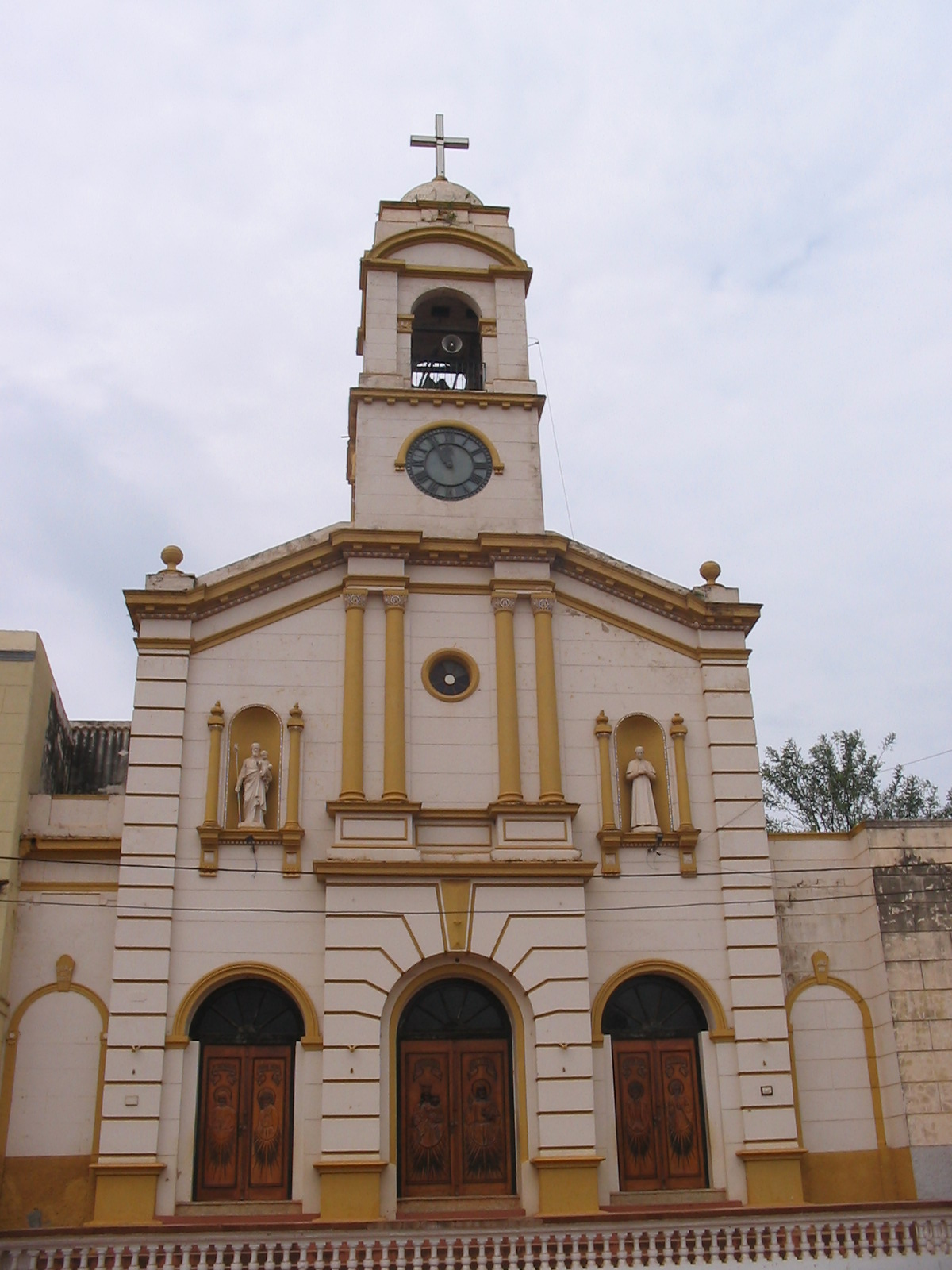
Kościół w Concepción

## Hydrografia
Największą rzeką Concepción jest rzeka Paragwaj. Biegnie ona od zachodu departamentu. Obok niej, największymi rzekami i kanałami tego terytorium są: Estrella, Sirena, Apamí, Primero, Quiensabe, Negla, Trementina, Chacalnica, Tapyanguá, Pitanohaga, Guazú, Mbui´i, Ypanemí, Capiibary, Mboi Guazú.
- Najważniejsze porty Concepción:
  - Port w Concepción
  - Port w Vallemí
  - Port w Risco
  - Port w Fonciere
  - Port w Max
  - Port w Arrecife
  - Port w Abente
  - Port w Pagani
  - Port w Negro
  - Port w Algesa
  - Port w Antiguo
  - Port w Itapucumí
  - Port w Itapúa
  - Port w Guarati

## Roślinność
Concepción jest umieszczany w ekologicznym terenie Aquidabán, a część departamentu z okolic Amambay należy do Centralnego Lasu.

Jedną z najważniejszych kwestii jest kontrola liczebności zwierząt na tym terenie. Większość zwierząt unika ludzi. Najbardziej zagrożone gatunki to m.in.: puma, jaguar, czerwona papuga (gua’a pytá), błęktina papuga (gua’a hovy), tukan.

Największe chronione obszary to: Góry San Luis o powierzchni 70 000 ha, Itapucumí o powierzchni 45 000 ha, Estrella de Concepción – obszar 2400 ha, Lagauna Negra – obszar 10 ha.

## Gospodarka
W rolnictwie najbardziej istotne produkty to: bawełna, cukier trzcinowy, kukurydza, pszenica i maniok. Produkuje się także słodkie ziemniaki, banany, pieprz, kawę, ananasy i grejpfruty.

Hodowla zwierząt jest tutaj znacząca. Concepción zajmuje 3. miejsce w tej dziedzinie. Wyprzedzają go tylko Presidente Hayes i San Pedro. Ceny wołowiny są tu stosunkowo niskie. W tym departamencie są największe naturalne pastwiska w regionie Wschodnim. Oprócz bydła, ważne miejsce w hodowli zajmują: trzoda chlewna, owce i kozy.

W Concepción znajdują się także różne zakłady przemysłowe.

## Transport i łączność
Najważniejszą drogą komunikacyjną jest rzeka Paragwaj. Płynie ona przez departament na odcinku 230 km.

Na terenie Concepción jest 1951 km dróg; 720 km to drogi utwardzone, z czego 146 km to drogi kamieniste. Jest 362 dróg międzydepartamentowych.

Największym lotniskiem jest Francisco Solano López Airport w stolicy departamentu.

Telekomunikacja działa dobrze w Concepción City, Horqueta i Yby yaú. W Belén i Loreto numer wybiera operator.

Na falach krótkich nadają stacje: Radio Concepción, Radio Vallemí, Yby Yaú i Guyra Campana. Na falach długich usłyszeć można: Vallemí, Itá Porá, Aquidabán, Los Ángeles, Continental, Belén, Norte Comunicaciones i inne. Nadają również krajowe i lokalne stacje telewizyjne.

## Oświata
W Concepción jest 190 szkół do nauczania początkowego. Do 393 szkół chodzi 39 692 uczniów oraz w 63 szkołach wyższych uczy się 9636 studentów.

W Concepción jest filia Wydziału Weterynaryjnego Narodowego Uniwersytetu Asunción i filia Wydziału Naukowego Uniwersytetu Katolickiego.

## Zdrowie
W departamencie są 64 instytucje zdrowotne (szpitale, przychodnie itp.). Nie policzono prywatnych instytucji.